# Elstar (motorfiets)

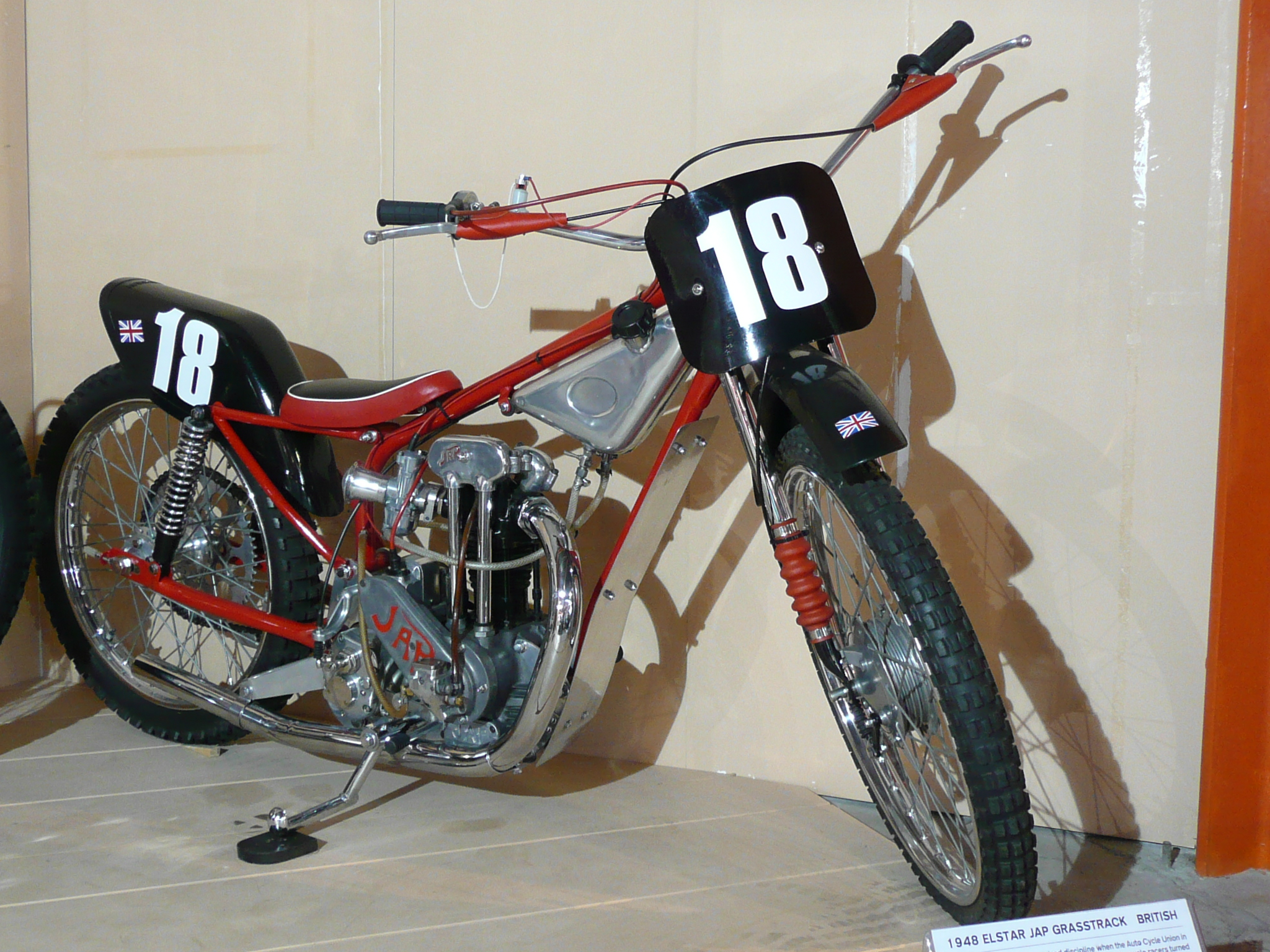
Elstar-JAP grasbaanmachine uit 1968, National Motor Museum Monorail in Beaulieu

Elstar is een Britshistorisch merk van motorfietsen.
De bedrijfsnaam was: Elstar Motor Cycles, Elstar House, Wolverhampton.
De naam was samengesteld uit de naam van de oprichter, Alf Ellis, en de BSA Star-modellen waarvoor hij zijn eerste grasbaan-frames maakte. Later maakte hij frames met JAP-blokken maar ook zelfbouwkits van trialmotoren. Die frames konden door de kopers zelf worden aangepast aan de inbouwmotor van hun keuze.
Volgens Erwin Tragatsch begon de productie in 1968, volgens cybermotorcycle.com al in 1965, maar in elk geval eindigde ze toen Alf Ellis in 1971 bij een auto-ongeluk om het leven kwam.